# Gran Premi de Bèlgica del 1994
Resultats del Gran Premi de Bèlgica de Fórmula 1 disputat la temporada 1994 al circuit de Spa-Francorchamps el 28 d'agost del 1994.

## Resultats
| Pos | No | Pilot                 | Equip                 | Voltes | Temps / Retirada              | Pos. de sortida | Punts |
| --- | -- | --------------------- | --------------------- | ------ | ----------------------------- | --------------- | ----- |
| 1   | 0  | Damon Hill            | Williams - Renault    | 44     | 1h 28' 47. 1                  | 3               | 10    |
| 2   | 7  | Mika Häkkinen         | McLaren - Peugeot     | 44     | + 51.381 s                    | 8               | 6     |
| 3   | 6  | Jos Verstappen        | Benetton - Ford       | 44     | + 1' 10.453 min.              | 6               | 4     |
| 4   | 2  | David Coulthard       | Williams - Renault    | 44     | + 1' 45.787 min.              | 7               | 3     |
| 5   | 4  | Mark Blundell         | Tyrrell - Yamaha      | 43     | + 1 Volta                     | 12              | 2     |
| 6   | 10 | Gianni Morbidelli     | Footwork - Ford       | 43     | + 1 Volta                     | 14              | 1     |
| 7   | 26 | Olivier Panis         | Ligier - Renault      | 43     | + 1 Volta                     | 17              |       |
| 8   | 23 | Pierluigi Martini     | Minardi - Ford        | 43     | + 1 Volta                     | 10              |       |
| 9   | 24 | Michele Alboreto      | Minardi - Ford        | 43     | + 1 Volta                     | 18              |       |
| 10  | 25 | Eric Bernard          | Ligier - Renault      | 42     | + 2 Voltes                    | 16              |       |
| 11  | 32 | Jean-Marc Gounon      | Simtek - Ford         | 42     | + 2 Voltes                    | 25              |       |
| 12  | 12 | Johnny Herbert        | Lotus - Mugen - Honda | 41     | + 3 Voltes                    | 20              |       |
| 13  | 15 | Eddie Irvine          | Jordan - Hart         | 40     | Alternador                    | 4               |       |
| DSQ | 5  | Michael Schumacher    | Benetton - Ford       | 44     | Irregularitats fons monoplaça | 2               |       |
| Ret | 9  | Christian Fittipaldi  | Footwork - Ford       | 33     | Motor                         | 24              |       |
| Ret | 31 | David Brabham         | Simtek - Ford         | 29     | Rodes                         | 21              |       |
| Ret | 29 | Andrea de Cesaris     | Sauber - Mercedes     | 27     | Accelerador                   | 15              |       |
| Ret | 8  | Martin Brundle        | McLaren - Peugeot     | 24     | Virolla                       | 13              |       |
| Ret | 14 | Rubens Barrichello    | Jordan - Hart         | 19     | Virolla                       | 1               |       |
| Ret | 3  | Ukyo Katayama         | Tyrrell - Yamaha      | 18     | Motor                         | 23              |       |
| Ret | 11 | Philippe Adams        | Lotus - Mugen - Honda | 15     | Virolla                       | 26              |       |
| Ret | 28 | Gerhard Berger        | Ferrari               | 11     | Motor                         | 11              |       |
| Ret | 19 | Philippe Alliot       | Larrousse - Ford      | 11     | Motor                         | 19              |       |
| Ret | 30 | Heinz-Harald Frentzen | Sauber - Mercedes     | 10     | Palier / Eix                  | 9               |       |
| Ret | 20 | Eric Comas            | Larrousse - Ford      | 3      | Motor                         | 22              |       |
| Ret | 27 | Jean Alesi            | Ferrari               | 2      | Motor                         | 5               |       |
| NVQ | 34 | Bertrand Gachot       | Pacific - Ilmor       |        |                               |                 |       |
| NVQ | 33 | Paul Belmondo         | Pacific - Ilmor       |        |                               |                 |       |

## Altres
- Pole: Rubens Barrichello 2' 21. 163

- Volta ràpida: Damon Hill 1' 57. 117 (a la volta 41)

- Michael Schumacher va guanyar la cursa però va ser desqualificat després de la carrera per irregularitats en el fons pla del seu monoplaça.